# Graufußtinamu

Verbreitungsgebiet des Graufußtinamus

Der Graufußtinamu (Crypturellus duidae), Syn. Crypturellus noctivagus duidae ist eine Vogelart aus der Familie der Steißhühner (Tinamidae).
Die Art wurde mitunter als Unterart (Ssp.) des Gelbfußtinamus (C. noctivagus) angesehen.
Der Vogel kommt nördlich des Amazonas im äußersten Nordosten Perus, Südosten Kolumbiens und Südwesten Venezuelas vor.
Der Lebensraum umfasst Wälder im Tiefland meist auf nährstoffarmen Böden, dichten Tropischen Regenwald (white-sand forest), Llanos, auch Bannwald, Waldränder bis 500 m Höhe.
Der Artzusatz bezieht sich auf den Cerro Duida, einen Tepui im Bundesstaat Amazonas in Venezuela.

## Merkmale
Die Art ist 28–31 cm groß und wiegt 370–489 g. Stirn bis Kopfmitte sind schwärzlich, weiter hinten grau-rotbraun über den Nacken bis zum Rücken, die übrige Oberseite ist warm braun mit zarter fuchsbrauner Zeichnung. Auf den Oberschwanzdecken etwas deutlichere dunkle Bänderung mit einzelnen weißlichen Flecken. Die Flügeldecken tragen kleine schwärzliche und einzelne gelbbraune bis weiße Flecken, die Handschwingen sind am dunkelsten. Gesicht und Kopfseiten sind gleichmäßig rötlich-braun, manchmal graugrün überhaucht. Kinn und Kehle sind weißlich, die Brust rotbraun, die übrige Unterseite etwas blasser ocker- bis zimtfarben mit unterschiedlich ausgeprägter fuchsbraunen Bänderung an den Flanken und Unterschwanzdecken.
Die Iris ist bräunlich, der Schnabel schwärzlich, der Unterschnabel großteils gelblich. Die Beine sind bläulich-grau bis oliv-grau.
Das Weibchen ist stärker gebändert, besonders auf den Flügeldecken und hat eine einfarbigere rotbraune Kopfkappe.
Die Art sieht ähnlich aus wie der wesentlich häufiger vorkommende Rotbrusttinamu (C. variegatus).

## Geografische Variation
Die Art ist monotypisch.

## Stimme
Der Gesang wird als langsames zweisilbiges Pfeifen „whoo-whoooooooo“ oder als einzelner ansteigender leicht zittriger Pfeifton über 3 Sek „whoo’ooo’ooee?“ beschrieben., der alle 10 bis 20 Sekunden wiederholt wird.

## Lebensweise
Die Art ist vermutlich ein Standvogel.
Die Nahrung besteht aus Früchten, Pflanzensamen und Wirbellosen, die am Boden und auf Büschen gesucht werden.

## Gefährdungssituation
Der Bestand gilt als „nicht gefährdet“ (Least Concern).